# Bengshan

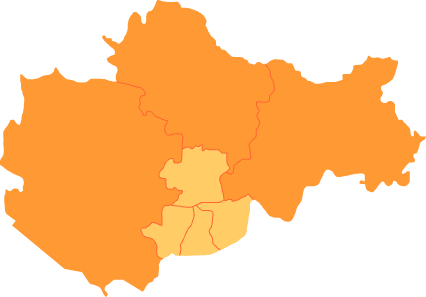
Lage des Stadtbezirks Bengshan im Gebiet der bezirksfreien Stadt Bengbu

Der Stadtbezirk Bengshan (chinesisch 蚌山区, Pinyin Bèngshān Qū) ist ein Stadtbezirk in der chinesischen Provinz Anhui. Er gehört zum Verwaltungsgebiet der bezirksfreien Stadt Bengbu. Er hat eine Fläche von 114,3 km² und zählt 407.000 Einwohner (Stand: Ende 2018). Er ist Zentrum und Sitz der Stadtregierung von Bengbu.

## Administrative Gliederung
Auf Gemeindeebene setzt sich der Stadtbezirk aus fünf Straßenvierteln und zwei Gemeinden zusammen. 